# Cryptops speleorex
Cryptops speleorex — вид губоногих багатоніжок родини Crypropidae. Відкритий у 2020 році.

## Поширення
Ендемік Румунії. Трапляється лише у печері Мовіле.
Описаний з чотирьох зразків. Голотип зібраний у 2014 році та зберігається в Національному музеї природознавства в Софії (Болгарія). Паратипи зібрані у 2017 році та зберігаються у Музеї природознавства у Відні та в Інституті спелеології імені Еміля Раковіце в Бухаресті.

## Опис
Багатоніжка завдовжки 46-52 мм. Тіло жовто-коричневого кольору із світло-жовтими вусиками та ніжками та світло-коричневими смугами на задніх краях голови і тергітів.

## Спосіб життя
До 1986 року впродовж 5,5 млн років печера Мовіле була відрізана від зовнішнього світу. Вона має унікальну замкнуту екосистему. Повітря у печері має високу концентрацію вуглекислого газу, сірководню та аміаку. Тут виявлено 51 вид тварин, з них 34 ендемічні (станом на кінець 2020 року). Багатоніжка Cryptops speleorex є найбільшим представником фауни у печері та верхівкою харчової піраміди у цій екосистемі.